# Daytripper
A Daytripper Gabriel Bá és Fábio Moon képregénysorozata, mely a DC Comics Vertigo-cégjelzése alatt jelent meg 2010 folyamán. A mű cselekményének központi szereplője egy brazil író, Brás de Oliva Domingos. A képregény központi témája a halál, annak elkerülhetetlensége, az arra való felkészülés és elfogadás.
A tíz részes minisorozat füzetei Brás életének meghatározó eseményeit, így például gyermekkorát, apjával, barátaival, feleségével való kapcsolatát, fia születését és elismert íróvá emelkedését mutatják be. A történetek nem lineárisan követik egymást. Mindegyikük Brás halálával ér véget, egy nekrológban összefoglalva egy képet, hátrahagyott lenyomatot a férfi addigi életéről és haláláról. Ennek a szerkezetnek a hatására az olvasónak folyamatosan újra kell értékelnie és értelmeznie a korábbi események jelentőségét és hatását.
A Daytripper 2011-ben az amerikai képregényszakma egyik legelismerőbb kitüntetésének, az Eisner-díjnak nyertese volt a legjobb minisorozat kategóriájában.